# Renault Traffic Future Award
Der Renault Traffic Future Award, bis 2006 als Renault Traffic Design Award bezeichnet, ist eine Auszeichnung für Bauwerke im Bereich des Verkehrswesens. Er wird seit dem Jahr 2000 von der Firma Renault vergeben und ist gegenwärtig der einzige Architekturpreis in Deutschland für Verkehrsbauwerke. Die Bundesarchitektenkammer ist Kooperationspartner, der Bundesminister für Verkehr, Bau und Stadtentwicklung fungiert als Schirmherr. Seit dem Jahr 2008 erfolgt die Verleihung des Preises in einem zweijährlichen Rhythmus. Darüber hinaus können seitdem auch Bauwerke in der Schweiz und in Österreich ausgezeichnet werden.
Typische für den Preis in Frage kommende Bauprojekte sind zum Beispiel Brücken, Tunnel, Bahnhöfe oder Parkhäuser. Als Kriterien bei der Auswahl werden die Funktionalität, die Gestaltung sowie seit 2007 auch die Nachhaltigkeit durch den Einsatz regenerativer Energieträger, die Verwendung schadstofffreier Baustoffe und die Berücksichtigung der sozialen Verträglichkeit bewertet. Mitglieder der Jury sind Architekten aus der freien Wirtschaft und dem akademischen Bereich, Journalisten sowie Mitarbeiter öffentlicher Institutionen aus dem Bereich Bauwesen.